# Ardavan Kamkar
Ardavan Kamkar (اردوان کامکار, né en 1968, ou Erdewan Kamkar) est un musicien iranien d'origine kurde, membre de la célèbre famille Kamkar. Il a appris le santûr auprès de son père Pashang Kamkar.

## Discographie
- Bar Tarok-e Sepideh (Concerto for santur & bowstring instruments orchestra in D major)
- New Year Fish (Concerto for santur and orchestra in A minor & solo santur in shur E)
- Siachmaneh (Arrangement of Kurdish melodies for orchestra)
- Over the Wind (6 pieces for solo santur)